# Флаг Сафакулевского района
Флаг муниципального образования «Сафакулевский район» Курганской области Российской Федерации.
Флаг утверждён 12 февраля 2009 года и внесён в Государственный геральдический регистр Российской Федерации с присвоением регистрационного номера ?.
Флаг является официальным символом Сафакулевского района.

## Описание
«Прямоугольное полотнище с отношением ширины к длине 2:3, воспроизводящее композицию герба Сафакулевского района в зелёном, синем, белом и жёлтом цветах».
Геральдическое описание герба гласит: «В зелёном поле с лазоревой волнисто-тонко окаймлённой серебром оконечностью золотой пшеничный колос».

## Обоснование символики
История Сафакулевского района берёт своё начало из глубины веков от кочующих племён сарматов (бронзовый век). Наиболее заметное заселение территории, на которой расположен район, началось около 600—700 лет назад. Первыми поселенцами были башкиры и татары. Позже появились русские, немцы, украинцы.
Наличие плодородных земель привлекало переселенцев сюда из различных уголков России, особенно с Поволжья и Прикамья. Люди группами бежали в необжитые, дикие края, ища спасения от насильственной христианизации или других притеснений со стороны завоевателей, князей и местной знати. Это как бы определило и состав населения, и профиль его занятий. Наши предки выращивали рожь, ячмень, пшеницу. Пасли на пастбищах многочисленные табуны лошадей, крупного рогатого скота, овец.
Поэтому основной цвет флага — зелёный — символизирует надежду, изобилие, свободу, плодородие. Зелёный цвет — это один из основных цветов флага Курганской области, в состав которой входит Сафакулевский район.
Жёлтый колос, устремлённый вверх символизирует то, что Сафакулевский район развивается, исторически занимается сельскохозяйственным производством.
Колос из 13 зёрен символизирует также то, что 13 сельских муниципальных образований входят в состав Сафакулевского района.
Извилистая белая полоса — это символ благородства, откровенности и правдивости. Также является символом река Чумляк, которая протекает по территории района.
Синий цвет (лазурь) — символ великодушия, честности, верности.